# Benjamin Lincoln Robinson
Benjamin Lincoln Robinson (* 8. November 1864 in Bloomington, Illinois; † 27. Juli 1935 in Jaffrey, New Hampshire) war ein US-amerikanischer Botaniker. Er war Direktor des Gray-Herbariums der Harvard University in Cambridge (Massachusetts). Sein offizielles botanisches Autorenkürzel lautet „B.L.Rob.“   

## Leben und Wirken
Robinson beendete das Werk Synoptical flora of North America von Asa Gray. 1892 wurde er in die American Academy of Arts and Sciences gewählt, 1921 in die National Academy of Sciences.

## Ehrungen
Die Pflanzengattung Robinsonella Rose & Baker f. aus der Familie der Malvengewächse (Malvaceae) ist nach ihm benannt.